# Военный переворот в Нигере (2023)
Военный переворот в Нигере — военный переворот в государстве Нигер в 2023 году, когда власть перешла к Национальному совету по охране Родины.
26 июля 2023 года солдаты Национальной гвардии Нигера задержали президента государства Мохамеда Базума, а другая группа военных объявила о его свержении, закрыла границы государства, приостановила деятельность государственных учреждений и объявила комендантский час, сформировав Национальный совет по охране Родины (военную хунту), которая 28 июля провозгласила командующего президентской гвардией генерала Абдурахамана Тчиани главой переходного правительства.
Это пятый военный переворот с момента обретения страной независимости в 1960 году, и первый с 2010 года. Он привёл к полномасштабному международному кризису.

## Предыстория
До данного переворота в Нигере произошло четыре успешных военных переворота с момента обретения независимости от Франции в 1960 году, последний из которых произошёл в 2010 году. Между ними было также несколько попыток переворота, последняя из которых была предпринята в 2021 году, когда военные диссиденты пытались захватить президентский дворец за два дня до инаугурации тогда ещё только избранного президента Мохамеда Базума. Он был первым демократически избранным президентом страны, вступившим в должность от аналогично избранного предшественника. Переворот в Нигере произошёл после аналогичных событий в соседних государствах, таких как Гвинея, Мали и Буркина-Фасо, после чего регион назвали «поясом переворотов».
Нигер является членом ЭКОВАС, которое уже приостановило членство Гвинеи, Мали и Буркина-Фасо из-за успешных государственных переворотов в последние годы. Бола Тинубу, президент Нигерии, был назначен председателем ЭКОВАС 9 июля 2023 года и уже предупредил в заявлениях в тот же день, что «мы не допустим переворота за переворотом в западноафриканском субрегионе. Мы серьёзно обсудим это с Африканским союзом, Европой, Америкой и Великобританией».
Аналитики говорят, что растущая стоимость жизни, а также восприятие некомпетентности правительства и коррупции, возможно, спровоцировали восстание. Страна часто находится в нижней части индекса человеческого развития ООН, а также страдает от исламистских мятежей, возглавляемых Аль-Каидой, Исламским государством и Боко Харам, несмотря на то, что её военные получают обучение и материально-техническую поддержку от Соединённых Штатов, Франции и Турции, у которых есть базы в стране.
В 2022 году страна стала центром антиджихадистских операций Франции в регионе Сахеля после изгнания французского контингента из Мали и Буркина-Фасо. При этом президент Базум был назван одним из немногих оставшихся прозападных лидеров в регионе. После многочисленных переворотов и роста антифранцузских настроений в регионе Нигер стал последним партнёром Франции. Сообщалось также, что подготовленные американцами офицеры обучили многих членов президентской гвардии.
В то же время, наряду с антифранцузскими настроениями, начало расти течение мыслей, благоприятствующее проникновению российского влияния и наёмнической компании группы Вагнера. Россия через Вагнера, укрепляет позиции Франции в регионе после последних переворотов в Мали и Буркина-Фасо. В то же время Турция также набирает обороты.

## Ход событий

### 26 июля

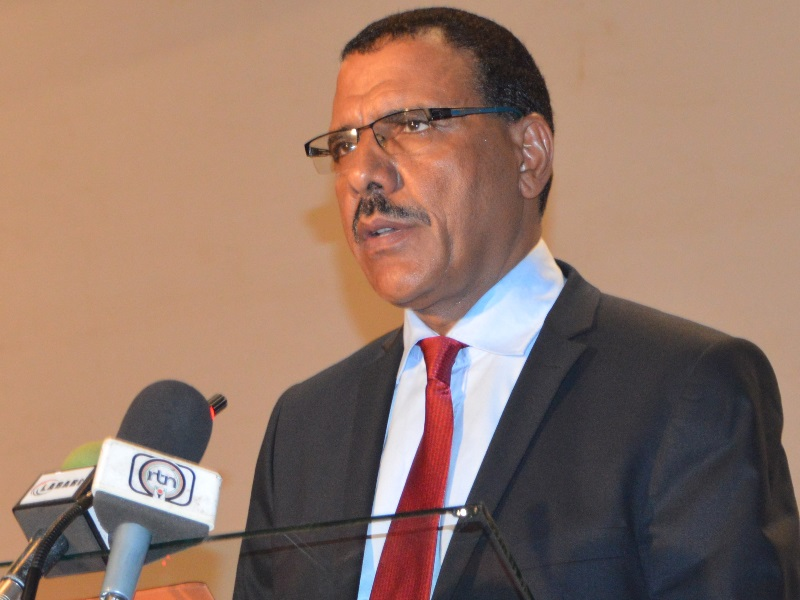
Мохамед Базум, который был президентом Нигера с 2021 года до переворота 2023 года

Рано утром 26 июля 2023 года солдаты президентской гвардии перекрыли доступ в резиденцию Базума.
Офис президента сообщил в аккаунте президента в Твиттере, что отдельные охранники «начали мятеж, тщетно пытаясь заручиться поддержкой Национальных вооружённых сил и Национальной гвардии».
Также было заявлено, что президентская гвардия под командованием генерала Абдурахмана Чиани провела «антиреспубликанскую демонстрацию» и «тщетно» пыталась заручиться поддержкой других сил безопасности. В сообщении также говорится, что президент Базум и его семья хорошо себя чувствовали после того, как появились сообщения о том, что его держат в президентском дворце в столице Ниамея.
Министр внутренних дел Хамаду Сулей также был арестован и содержался во дворце, а около двадцати сотрудников президентской гвардии были замечены снаружи в тот же день. Сообщается, что переворот возглавил Чиани, которого, по словам аналитиков, Базум планировал сместить со своего поста. Источники, близкие к Базуму, сообщили, что он принял решение об увольнении Чиани на заседании кабинета министров 24 июля, поскольку, как сообщается, их отношения обострились.
Жена президента Базума, Хадиза Базум, и сын Салем были задержаны вместе с ним в президентском дворце, в то время как его дочери находились в Париже во время государственного переворота.
Утром дворец и прилегающие к нему министерства были заблокированы военной техникой, а дворцовому персоналу был закрыт доступ в их кабинеты. Около 400 гражданских сторонников Базума пытались приблизиться к дворцу, но были разогнаны президентской гвардией с применением огнестрельного оружия, в результате чего один человек был ранен. В другом месте в Ниамее ситуация была описана как спокойная. Президент также заявил, что протесты в поддержку Базума произошли вокруг зарубежных дипломатических миссий страны.
В ответ на эти события вооружённые силы Нигера окружили президентский дворец в поддержку Базума. Армия также выступила с заявлением, в котором говорится, что они захватили «основные стратегические точки» в стране. Президент заявил, что армия и Национальная гвардия готовы атаковать президентскую гвардию. BBC также сообщила, что силы лоялистов окружили государственную телекомпанию ORTN.
Посольство США предостерегло от поездок по бульвару Республики в Ниамее, где находится президентский дворец.
Вечером полковник ВВС Амаду Абдраман выступил на государственном телеканале Télé Sahel, чтобы заявить, что президент Базум был отстранён от власти «из-за ухудшения ситуации с безопасностью и плохого управления», и объявил о создании Национального совета по защите родины.
Сидя и окружённый девятью другими офицерами в форме, представляющими все различные подразделения сил безопасности (один из офицеров, замеченных во время объявления, позже был идентифицирован как генерал Мусса Салау Барму, глава сил специального назначения страны), Абдраман сказал, что силы обороны и безопасности решили свергнуть режим «из-за ухудшения ситуации с безопасностью и плохого управления». Он также объявил о роспуске[уточнить] Конституции страны, приостановке деятельности государственных учреждений, закрытии границ страны и общенациональном комендантском часе с 22:00 до 05:00 по местному времени до дальнейшего уведомления, при этом предостерёг от любого иностранного вмешательства.

### 27 июля
Утром 27 июля Базум написал в Твиттере, что нигерцы, которые любят демократию, позаботятся о том, чтобы «достигнутые с таким трудом завоевания были сохранены». Его министр иностранных дел Хассуми Массауду сказал France 24, что «законная и законная власть» страны остаётся за президентом, и подтвердил, что Базум находится в хорошем состоянии и что вся армия не задействована. Массауду также объявил себя исполняющим обязанности главы государства и призвал всех демократов «сделать так, чтобы эта авантюра провалилась».
Несмотря на то, что Базум был задержан, он официально не ушёл в отставку по состоянию на 29 июля и смог связаться с мировыми лидерами и официальными лицами, такими как президент Франции Эмманюэль Макрон, генеральный секретарь ООН Антониу Гутерриш, Комиссар Африканского союза Муса Факи и госсекретарь США Энтони Блинкен.
27 июля руководство вооружённых сил Нигера опубликовало заявление, подписанное начальником штаба армии генералом Абду Сидику Иссой, в котором заявило о своей поддержке переворота, сославшись на необходимость «сохранить физическую неприкосновенность» президента и его семьи и избежать «смертоносной конфронтации»: это могло бы привести к кровопролитию и повлиять на безопасность населения".
Вскоре после этого в телевизионном заявлении Абдраман объявил о приостановке всей деятельности политических партий в стране до дальнейшего уведомления. Он также сообщил, что хунта объявила выговор Франции за нарушение режима закрытия воздушного пространства после того, как военный самолёт приземлился на авиабазе. В течение дня телекомпания Télé Sahel непрерывно транслировала объявления о создании хунты с небольшими перерывами в программах.
27 июля состоялась демонстрация сторонников государственного переворота, в которой приняло участие около 1000 сторонников хунты, размахивающих российскими флагами, выражающих поддержку группе Вагнера и забрасывающих камнями в автомобиль проезжающего политика. Демонстранты также осудили присутствие Франции и других иностранных баз. Другие демонстранты собрались возле штаб-квартиры партии Базума «Партия за демократию и социализм Нигера», и на кадрах видно, как они забрасывают камнями и поджигают автомобили. Затем они разграбили и подожгли помещение, что вынудило полицию разогнать их с помощью слезоточивого газа. Демонстрации также прошли перед зданием Национального собрания. Это побудило МВД вечером немедленно запретить все демонстрации. Государственным служащим также было приказано оставаться дома.

### 28 июля
28 июля генерал Абдурахман Тчиани провозгласил себя президентом Национального совета по охране родины в обращении на Теле Сахель. Он сказал, что переворот был предпринят, чтобы избежать «постепенной и неизбежной гибели» страны, и сказал, что Базум пытался скрыть «суровую реальность» страны, которую он назвал «кучей мёртвых, перемещённых лиц, унижений и разочарований». Он также раскритиковал правительственную стратегию безопасности за её предполагаемую неэффективность и отсутствие сотрудничества с Мали и Буркина-Фасо, но не назвал сроки возвращения к гражданскому правлению. Его положение в качестве де-факто одновременно действующего главы государства было позже подтверждено полковником Абдраманом, который обвинил чиновников правительства Базума в заговоре против нового режима, когда они укрывались в иностранных посольствах, и предупредил о кровопролитии, если они прорвутся.

## Последующие события
После переворота в Нигере продолжались беспорядки, сопровождавшиеся демонстрациями, цензурой телерадиовещания и перебоями в подаче электроэнергии, а также эвакуацией иностранных граждан. В конечном итоге ситуация переросла в серьёзный международный кризис, который привел к угрозе военного вмешательства со стороны ЭКОВАС, обострению напряжённости и военной мобилизации в Нигере.

## Реакции

### Внутренние
Правящая политическая коалиция Нигера осудила переворот как «самоубийственное и антиреспубликанское безумие», в то время как оппозиционная коалиция выразила поддержку недовольству военных, но не одобряла любые политические изменения с помощью силы. Два заместителя главы кабинета Базума, Дауда Такубакойе и Умар Мусса, заявили, что заявления Чиани о перевороте были «ложью», и обвинили его и президентскую гвардию в организации переворота ради «личной выгоды». Сообщается, что предшественник Базума на посту президента Махамаду Иссуфу, а также другие бывшие лидеры участвовали в первоначальных переговорах.

### Международные
Переворот был осуждён Африканским союзом, Экономическим сообществом западноафриканских государств (ЭКОВАС), Организацией Объединённых Наций (ООН), Алжиром, Европейским союзом, Францией, Россией и Верховным комиссаром ООН по правам человека Фолькером Тюрком (которые призвали к немедленному освобождению Базума), а также, США и Всемирным банком. Президент Бенина Патрис Талон, который планировал отправиться в Нигер от имени ЭКОВАС в качестве посредника, назвал переворот «военным проступком». Президент Кении Уильям Руто назвал переворот «серьёзной неудачей» для Африки: «Стремления народа Нигера к конституционной демократии были подорваны неконституционной сменой правительства», — сказал он в видеообращении. Махамат Идрис Деби, президент Чада, который был приглашён на саммит ЭКОВАС, на котором был выдвинут ультиматум, вызвался поехать в Нигер для переговоров с военной хунтой от имени ЭКОВАС. По прибытии он встретился с заместителем лидера хунты генералом Салифу Моди.
В совместном заявлении военных руководств Мали и Буркина-Фасо сказано, что любая интервенция в Нигер будет объявлением войны данным странам
В поддержку новых властей также выступило военное руководство Гвинеи.

### Европейский союз и Франция
Евросоюз и Франция приостановили финансовую помощь Нигеру и приостановили действие всех соглашений о сотрудничестве в области безопасности со страной. Франция заявила, что она продолжает признавать Базума «единственным президентом» Нигера, а ЭКОВАС также заявило, что оно признаёт Базума «законным президентом Нигера».

### ЭКОВАС
Первоначально ЭКОВАС пыталось выступить посредником с путчистами, но потерпело неудачу. 30 июля ЭКОВАС дало лидерам переворота в Нигере срок в одну неделю, чтобы вернуть власть Базуму или столкнуться с международными санкциями и/или применением силы. В тот же день лидеры ЭКОВАС заявили, что они немедленно введут бесполётную зону над страной для всех коммерческих рейсов и закроют границы с Нигером. Также был объявлен ряд санкций, включая приостановку всех коммерческих и финансовых операций между его государствами-членами и Нигером, а также замораживание активов и ограничения на поездки для военнослужащих, участвовавших в перевороте.

### США
Госсекретарь США Энтони Блинкен осудил попытку переворота в Нигере:
Мы осуждаем любые попытки захватить власть силой. Мы активно взаимодействуем с правительством Нигера, а также с партнёрами в регионе и во всём мире, и будем продолжать это делать до тех пор, пока ситуация не будет разрешена должным образом и мирным путём.
Соединённые Штаты официально назвали захват власти «попыткой захватить власть силой и подорвать конституцию», не назвав его переворотом, поскольку это повлекло бы за собой прекращение экономической и военной помощи стране, включая существующие беспилотные летательные аппараты и военные базы.

### Россия
Министр иностранных дел Сергей Лавров назвал переворот в Нигере «антиконституционной затеей»:
Считаем, что переворот — это антиконституционная затея. В таких случаях всегда занимаем чёткую позицию. Подтверждаем нашу позицию, что в Нигере необходимо восстановить конституционный порядок.
Евгений Пригожин, глава российской ЧВК «Вагнер», которая действовала в соседнем Мали и заменила Францию в борьбе с собственным джихадистским повстанческим движением в стране, назвал переворот частью борьбы Нигера со своими «колонизаторами».

### ООН
Генеральный секретарь Организации Объединённых Наций Антониу Гутерриш осудил попытки захвата власти в Нигере силой:
Я говорил с президентом Базумом вчера. Я не знаю его точного местонахождения, но его удерживают. Он сказал мне, что он в порядке, но отметил, что ситуация очень серьёзная.
28 июля ООН объявила, что приостановила свои гуманитарные операции в стране, но позже уточнила, что по-прежнему доставляет помощь в Нигер, но не контактирует с военными.
Human Rights Watch призвала нигерских военных указать чёткие сроки возвращения к гражданскому правлению и отстаивать права граждан на демократические выборы. Африканский союз также потребовал, чтобы военные вернулись в казармы через 15 дней и восстановить гражданское правление после заседания Совета мира и безопасности.
После того, как протестующие попытались войти во французское посольство в ходе некоторых демонстраций в поддержку государственного переворота 30 июля, правительство Франции предупредило, что «если кто-либо нападёт на французских граждан, армию, дипломатов и интересы страны, они увидят, как Франция ответит немедленным и непреклонным образом» и что президент Макрон «не потерпит никаких нападок на Францию и её интересы».

## Анализ
Кэмерон Хадсон, старший сотрудник Центра стратегических и международных исследований, заявил, что переворот может повлиять на борьбу Нигера с исламистскими повстанцами, добавив, что есть признаки того, что нигерские военные недовольны уровнем поддержки, которую они получили для борьбы с боевиками. Ульф Лессинг, глава программы Сахеля в Фонде Конрада Аденауэра, сказал, что переворот был «кошмаром» для Запада, который рассчитывал на Базума и Нигер как на «новый якорь безопасности» в регионе. Флавиен Баумгартнер, африканский аналитик консалтинговой компании по вопросам безопасности и политических рисков Dragonfly, сказал, что отстранение Базума может привести к расширению группы Вагнера в Нигере, учитывая, что страна является важным производителем урана, который разыскивает Россия.